# Esporte Clube Internacional (Lages)
O Esporte Clube Internacional, conhecido como Internacional de Lages ou Inter de Lages, é um clube de futebol profissional brasileiro da cidade de Lages, em Santa Catarina.

## História
O Internacional de Lages foi fundado no dia 13 de junho de 1949 por 12 jovens lageanos, alguns deles torcedores do Sport Club Internacional, de Porto Alegre, o que ajuda a explicar o nome e as cores usadas pelo clube de Lages. O Leão Baio é um dos mais tradicionais e longevos do futebol de Santa Catarina ainda em atividade. Na primeira divisão do estadual, foram 39 participações até 2018. Ao todo, considerando também as temporadas do clube na segunda e terceira divisões do Campeonato Catarinense, foram 55 participações até 2021: além das 39 na primeira divisão, foram 12 temporadas na segunda divisão (em quatro diferentes momentos) e quatro na terceira.
Abatido por problemas financeiros, o Inter não entrou em campo em três momentos distintos de sua história: o intervalo 1996-1999, o ano de 2003 e o de 2009. Depois de um ano fora das disputas, o retorno às competições ocorreu em 2010, pela Divisão de Acesso (atual Série C) do estadual. Em dezembro de 2012, após intensa campanha pública que pedia mudanças no clube, o Inter de Lages trocou seu comando. José Carlos Medeiros, o Brequinho, dirigente do clube por mais de duas décadas, deixou a presidência.
O eleito para ocupar o posto foi José Carlos Susin, o Zezé, campeão estadual pelo Inter de Lages como jogador em 1965. Zezé cumpriu seus dois anos de mandato, nos quais foi campeão da Divisão de Acesso, em 2013, e da Série B, em 2014, resultados que devolveram o clube à elite do estadual pela primeira vez em 13 anos. Na sequência do mandato de Zezé, Cristopher Nunes foi eleito para comandar o clube.

### Primeiros passos
Nos primeiros anos, o time disputou partidas apenas em Lages e nos municípios próximos. Sua filiação à "Liga Serrana de Desportos" ocorreu 1950, ano de fundação da entidade - em 1974, a entidade mudou seu nome para "Liga Serrana de Futebol". O Inter de Lages entrou na disputa pelo campeonato da cidade em 1951, em uma época em que os torneios municipais atraíam fortemente a atenção do público em todo o Estado. Nessa época, o Inter mediu forças com equipes como o "Cruzeiro Futebol Clube", além de "Aliados Futebol Clube" e "Lages Futebol Clube" - estes dois foram, respectivamente, o primeiro e o segundo times a representar Lages no campeonato estadual. A filiação do Inter de Lages à Federação Catarinense de Futebol ocorreu em 1957.

### Troca de nomes
Antes de adotar o nome definitivo, o Inter de Lages foi fundado como "Esporte Clube Juvenil", em alusão à idade de seus criadores, todos na faixa dos 18 anos. Pouco tempo depois, mudaram o nome para "Esporte Clube Comerciário". Foi uma estratégia para atrair a simpatia dos lojistas da cidade e, com isso, angarear recursos para a compra de bolas e material esportivo. Depois, os fundadores acharam que Comerciário não soava bem como nome de time de futebol e, pela terceira vez em dois meses, o nome foi alterado. Em 13 de junho de 1949, o Esporte Clube Internacional nasceu definitivamente.

### "Novo Inter"

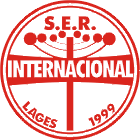
Escudo da SER Internacional

Em novembro de 1999, ex-dirigentes do Inter de Lages, então afastado havia quatro anos de competições oficiais em virtude de problemas financeiros, fundaram o "Sociedade Esportiva e Recreativa Internacional", ou "SER Internacional". A nova equipe, que tinha as mesmas cores de seu antecessor, venceu o estadual catarinense da segunda divisão em 2000 e ficou na quinta colocação do torneio da primeira divisão de 2001. Entretanto, já no ano seguinte, o acúmulo de dívidas atrapalhou o "novo Inter" - chamado por críticos e adversários, ironicamente, de "Inter genérico" -, que acabou encerrando suas atividades. A despeito de terem sido fundados em datas diferentes, Inter "velho" e "novo" são reconhecidos oficialmente como um só pelo Esporte Clube Internacional. Isso porque tiveram a mesma sede, um esteve em ação quando o outro estava afastado das competições e boa parte dos diretores de ambas as instituições era a mesma.

### Fundadores
- Aderbal Vicente Pereira
- Adolfo Schmidt
- Alberto Aleixo Rossi
- Ariovaldo Nery Caon
- Armindo João Araldi
- Célio Schmidt Silva
- César Ramos Koeche
- Gercino Hoffer Lins
- Luiz Leal Nunes
- Nelson Hoffer Linss
- Nilson Ramos Martins
- Vantuil Sambaqui Moreira (primeiro presidente)

## Títulos e principais campanhas
| ESTADUAIS | ESTADUAIS                        | ESTADUAIS | ESTADUAIS         |
|           | Competição                       | Títulos   | Temporadas        |
|           | Campeonato Catarinense           | 1         | 1965              |
|           | Campeonato Catarinense - Série B | 3         | 1990, 2000 e 2014 |
|           | Campeonato Catarinense - Série C | 1         | 2013              |
| --------- | -------------------------------- | --------- | ----------------- |

Profissionais
- Vice-campeão Catarinense: 1964 e 1974
- Vice-campeão Catarinense Série B: 1989 e 2023
- Vice-campeão da Copa Santa Catarina: 1992
- Campeonato Catarinense - Taça Dite Freitas[5] - 1985
- Campeonato da Cidade de Lages[4] - 1959 e 1960
- Vice-campeonato de Lages[4] - 1961

Divisões de base
- Campeonato Catarinense de Juniores[16] - 1983
- Vice-Campeonato Catarinense de Juniores[16] - 1984
- Campeonato Catarinense de Juniores - Divisão de Acesso[17] - 2013
- Campeonato Catarinense de Juvenis - Divisão de Acesso[17] - 2013

### Grandes campanhas

#### 1964
Quinze anos após sua fundação, o Inter de Lages chegou à fase decisiva do Campeonato Catarinense pela primeira vez. No jogo decisivo, o time perdeu o título para o Olímpico, de Blumenau. O resultado da partida, realizada em Blumenau no dia 25 de abril de 1965, foi de 3 x 1 para o adversário. Inter de Lages e Hercílio Luz de Tubarão, terminaram o campeonato empatados, mas o Colorado lageano ficou com a segunda colocação por ter tido melhor campanha.
- Escalação da final: J. Batista, Nicodemus, Aírton, De Paula e Carlinhos; Roberto e Dair; Puskas, Joca, Sérgio Santo Antônio (Nininho) e Anacleto. Técnico: Alípio Rodrigues

#### 1965
O título mais importante do Inter de Lages é o Campeonato Catarinense de 1965. O troféu foi conquistado na decisão contra o Esporte Clube Metropol, de Criciúma, considerado a principal equipe do futebol de Santa Catarina na década de 1960.[carece de fontes?] O Internacional venceu a partida final, realizada em 27 de março de 1966, por 2 x 1, com dois gols de Anacleto. O jogador Nenê fez o gol do adversário.
- Escalação da final: J. Batista, Antenor, Leoquídeo, Setembrino e Carlinhos; Dair e Almir; Zezé, Ricardo, Puskas e Anacleto. Técnico: Boanarges Ávila

#### 1974
O resultado do Campeonato Catarinense de 1974 até hoje é contestado pelos colorados lageanos. A decisão contra o Figueirense,seria feita em uma série de jogos até que um time chegasse a quatro pontos. A primeira partida, realizada em Lages, acabou com empate por 0 x 0. A segunda, no campo do adversário, o Figueirense ganhou por 2 x 0 com pênalti contestado pelos colorados. Depois, segundo uma das versões sobre a decisão, o sorteio para a escolha do local do terceiro jogo teria sido manipulado para favorecer a equipe da capital catarinense: em um dos papéis do sorteio estaria escrito "Florianópolis"; no outro, "capital". O Figueirense ganhou o terceiro jogo, realizado em 3 de fevereiro de 1975, por 4 x 2.
- Escalação da final: Luiz Fernando, João Carlos, Aírton, Mário José e Eduardo; Victor Hugo, Gaspar e Luiz Carlos; Ademir, Parraga e Maneca (Zequinha). Técnico: Roberto Caramuru

#### 1991
O Internacional de Lages manteve a base da equipe que, no ano anterior, conquistou o campeonato da segunda divisão e levou o clube novamente para a divisão principal do futebol catarinense. À estratégia somou-se a contratação de Andrade, ex-jogador do Flamengo. Apenas dois anos antes ele havia sido campeão brasileiro com o Vasco da Gama e, ao chegar ao Inter de Lages, retornava ao Brasil após uma temporada na Roma, da Itália. O Inter de Lages foi eliminado na fase decisiva do torneio, mas, ainda assim, acabou o campeonato com um ponto a mais que o campeão daquele ano, o Criciúma.
- Escalação da equipe-base: Alceu; Roberto Sá (Moreira), Saulo, Léo e Catarina; Bin, Andrade e Edmilson; Zé Melo, Jones e Paulo Henrique. O time de 1992, ano em que o Colorado lageano foi vice-campeão da Copa Santa Catarina, permaneceu praticamente o mesmo: Alceu; Moreira, Clovis Giraia, Iltair e Catarina; Bin, Vitor e Tostão; Zé Melo, Jones e Paulo Henrique.

#### 2013
Em uma temporada em que bateu recordes de público na Divisão de Acesso do Campeonato Catarinense, o Inter de Lages conquistou o título - e conseguiu deixar a terceira divisão do estadual depois de quatro anos de tentativas. Na final, em uma partida que teve 90 minutos regulamentares e mais 30 de prorrogação, o Inter de Lages derrotou o Blumenau por 3 a 1. O título garantiu ao clube lageano uma vaga na Série B do Campeonato Catarinense em 2014.

#### 2015
O Inter de Lages voltou à elite do Campeonato Catarinense depois de 13 anos de ausência. Na temporada de retorno, Marcelinho Paraíba, Reinaldo e Fernando Henrique, jogadores com passagens de destaque por grandes clubes do país e do exterior, lideraram a equipe na campanha que levou o Internacional à quarta colocação no campeonato. A campanha foi não apenas a melhor do clube no Campeonato Catarinense em 30 anos - e uma das cinco melhores da história do clube no estadual - como levou o Inter de volta às competições nacionais depois de 49 anos de ausência.

### Competições nacionais

#### Taça Brasil
O Inter de Lages disputou a Taça Brasil de 1966. Entre 1959 e 1968, o torneio reuniu todo ano apenas os campeões estaduais da temporada anterior - uma fórmula, portanto, que, guardadas as proporções, pode ser comparada à da atual Copa do Brasil. Campeão catarinense de 1965, o time de Lages ganhou o direito de entrar em seu primeiro torneio nacional.
A disputa era regionalizada e em sistema eliminatório. O adversário do Colorado lageano foi o Ferroviário, clube que foi um dos embriões para o nascimento do Paraná Clube (surgido após sucessivas fusões entre clubes de Curitiba). A primeira partida foi realizada em Lages no dia 10 de julho de 1966 e terminou em empate por 3 a 3. Uma semana depois, em 17 de julho, em Curitiba, o Ferroviário derrotou o Internacional de Lages por 2 a 0. O campeão da Taça Brasil daquele ano foi o Cruzeiro e o vice, o Santos.

#### Brasileiro Série D
Em 2015, a quarta colocação no centenário do Campeonato Catarinense assegurou vaga ao Inter de Lages na Série D do Campeonato Brasileiro. A competição marcou o retorno do clube às competições nacionais depois de quase meio século de ausência. Nenhum outro clube que disputou o Brasileiro em 2015 ficou tanto tempo esperando para retornar ao cenário nacional.
O clube voltou a obter vaga para a Série D em 2016, e, na mesma conquista, garantiu-se na Série D também em 2017. Ao fim da década, o clube disputou, ao todo, 17 competições, sendo seis nacionais.

#### Copa do Brasil
Na temporada de 2016, o Inter de Lages disputou a Copa do Brasil pela primeira vez em sua história. A vaga foi confirmada oficialmente pela CBF no dia 8 de janeiro de 2016, depois de o clube ter encerrado o Catarinense de 2015 na quarta colocação. Em sua primeira participação no torneio, o Inter enfrentou o Sampaio Corrêa, tendo sido eliminado na primeira fase após perder o primeiro jogo, em Lages, por 2 a 1, e vencer o segundo, em pleno estádio Castelão, em São Luís, por 1 a 0.

## Estatísticas

### Participações
|  | Participações em 2025 |

| Competição     | Competição             | Temporadas | Melhor campanha             | Estreia | Última | P | R |
| Santa Catarina | Campeonato Catarinense | 40         | Campeão (1965)              | 1959    | 2024   |   | 4 |
| Santa Catarina | Série B                | 8          | Campeão (1990, 2000 e 2014) | 1990    | 2023   | 4 | 2 |
| Santa Catarina | Série C                | 8          | Campeão (2013)              | 2004    | 2013   | 2 |   |
| Brasil         | Campeonato Brasileiro  | 1          | 16º colocado (1966)         | 1966    | 1966   |   | – |
| Brasil         | Série D                | 4          | 14º colocado (2016)         | 2015    | 2018   | – |   |
| Brasil         | Copa do Brasil         | 1          | 1ª fase (2016)              | 2016    | 2016   |   |   |

## Estrutura

### Estádio
O Internacional de Lages manda seus jogos no Estádio Vidal Ramos Júnior. O estádio já teve capacidade para 12 mil pessoas, mas, em 2022, pode receber até 9.600 espectadores porque sua capacidade foi reduzida. O Vidal Ramos Júnior pertence à prefeitura de Lages.

### Centro de treinamento
Em maio de 2015, a Câmara de Vereadores de Lages aprovou o projeto de lei que prevê a doação de um terreno de 110 mil metros quadrados para que o Inter possa construir seu centro de treinamento próprio. O plano do clube era utilizar o espaço tanto para as atividades da equipe principal quanto para a formação de atletas. O projeto de lei foi sancionado pela prefeitura do município, e o clube passou a buscar recursos para iniciar as obras. O Internacional teria dois anos para começar a construção, parte dela a ser financiada com recursos de fundos do governo do estado destinados especificamente ao desenvolvimento de projetos esportivos.
No entanto, o Inter ficou sem receber o dinheiro prometido. A prefeitura retomou a posse do terreno para repassá-lo à empresa Turma da Árvore, mas com o compromisso de repassar ao clube uma nova área, mais próxima à zona urbana da cidade.

### Vermelhão
Por mais de 40 anos, o Internacional de Lages teve como sede o espaço conhecido como "Vermelhão". A construção da sede própria foi possível após a doação de um terreno de propriedade da prefeitura, na rua Marechal Deodoro. O local foi cedido pela prefeitura em 28 de agosto de 1962 por um prazo de dez anos, mas passou definitivamente às mãos do clube com a assinatura da Lei nº 248, de 1º de setembro de 1965.
O Vermelhão ocupava uma área de 18,6 mil metros quadrados em terreno de boa localização, na zona limítrofe entre o centro da cidade e o bairro Copacabana. Durante alguns anos, o espaço abrigou o estádio do clube, mas, por ficar ao lado do Hospital Geral e Maternidade Tereza Ramos, deixou de ser palco das partidas para ficar apenas como sede social.
Por decreto, publicado em setembro de 2005, o Internacional de Lages perdeu o direito de posse sobre a área. A Vara da Fazenda Pública da Comarca de Lages decretou que a sede do Internacional de Lages voltasse a fazer parte do patrimônio do município, deixando de ficar sob a tutela do clube. A decisão baseou-se no argumento de que o espaço estava abandonado e ganhou força com reiteradas tentativas do Instituto Nacional de Seguridade Social (INSS) de penhorá-la para abater dívidas do Inter de Lages com a instituição. O clube recorreu à Justiça para tentar uma indenização de R$ 3,8 milhões pela perda da estrutura construída sobre o terreno, que incluía barracão, piscinas, churrasqueira e campo de futebol, mas, em virtude "do abandono, falta de manutenção e má conservação dos bens", o pedido foi negado. Em 2022, o clube não tem sede própria.
Ao requerer a devolução do terreno, a prefeitura do município argumentou que pretendia construir no local sua nova sede. No entanto, a área foi destinada às obras de ampliação do Hospital Tereza Ramos. A construção começou em 2013 e tinha previsão de término em 2015, mas, quatro anos depois do prazo estipulado, ainda não havia sido entregue. O primeiro dos seis andares da nova ala do hospital foi inaugurado apenas em agosto de 2020.

## Ídolos
- De acordo com a relação oficial do clube.[51]

### A seleção ideal
- Em 2001, a Associação de Veteranos Ex-Profissionais de Lages (AVEP), presidida por José Carlos Susin, o Zezé, campeão estadual pelo Inter em 1965, elegeu, por meio de enquete, a seleção lageana de todos os tempos.[52] O time montado pela eleição foi João Batista, Alves, Cedenir, Setembrino e Cláudio Radar; Bin, Ricardinho e Gaspar; Zé Melo, Jones e Marcus Lima.
- Em 9 de dezembro de 2005, o jornal "O Momento", de Lages, publicou a seleção escolhida por Armindo Araldi, um dos fundadores do Internacional de Lages.[53] O time escalado pelo colorado lageano pioneiro foi Luiz Fernando (goleiro, 74), João Carlos (lateral-direito, 74), Pedrinho (zagueiro central, 58), Setembrino (quarto-zagueiro, 65) e Eduardo (lateral-esquerdo, 74); Esnel (volante, 50), Hamilton (meia, 54) e Gaspar (meia, 74); Zezé (ponta-direita, 65), Abílio (centroavante, 65) e Osvaldo (ponta-esquerda, 64). Também foram citados com destaque Puskas (atacante, 65), Nininho (centroavante, 64), Tonho (atacante, 76), Bin (volante, 77) e Ricardinho (meia, 65). Treinador: Boanerges Ávila (campeão em 65).

## Elenco atual
- Atualizado pela última vez em 10 de janeiro de 2024.[54]

## Treinadores

### Na atualidade
| Treinador           | Período             | Vitórias | Empates | Derrotas | Títulos                                         |
| ------------------- | ------------------- | -------- | ------- | -------- | ----------------------------------------------- |
| Evandro Guimarães   | desde mai 2023      | 8        | 10      | 5        |                                                 |
| Toninho Pesso       | mai 2022 - ago 2022 | 3        | 7       | 3        |                                                 |
| Izasé Cugnier Filho | ago 2021 - set 2021 | 1        | 2       | 3        |                                                 |
| Beto Portella       | jun 2021 - ago 2021 | 3        | 3       | 6        |                                                 |
| Reinaldo Oliveira   | jun 2020 - dez 2020 | 3        | 3       | 3        |                                                 |
| Paulo Porto         | mai 2019 - ago 2019 | 7        | 3       | 7        |                                                 |
| Fernando Lessa      | set 2018 - out 2018 | 2        | 1       | 7        |                                                 |
| Juninho Chicchinato | abr 2018 - jun 2018 | 4        | 0       | 4        |                                                 |
| Rodrigo Fonseca     | fev 2018 - abr 2018 | 2        | 4       | 2        |                                                 |
| Leandro Niehues     | dez 2017 - fev 2018 | 2        | 1       | 7        |                                                 |
| Fernando Lessa      | set 2017 - nov 2017 | 0        | 3       | 3        |                                                 |
| Chiquinho Lima      | abr 2017 - jun 2017 | 3        | 1       | 4        |                                                 |
| Joel Cornelli       | dez 2016 - mar 2017 | 5        | 3       | 7        |                                                 |
| Waguinho Dias       | nov 2015 - ago 2016 | 12       | 7       | 11       |                                                 |
| Rogério Perrô       | jun 2015 - set 2015 | 2        | 1       | 6        |                                                 |
| Marcelo Mabilia     | dez 2014 - mai 2015 | 7        | 5       | 8        |                                                 |
| Leandro Niehues     | set 2014 - nov 2014 | 11       | 1       | 4        | Campeonato Catarinense 2014 - Série B           |
| Nasareno Silva      | dez 2012 - set 2014 | 26       | 5       | 5        | Campeonato Catarinense 2013 - Divisão de Acesso |